# Weischlitz
Weischlitz é um município da Alemanha, situado no distrito de Vogtlandkreis, no estado da Saxônia. Tem 121,63 km² de área, e sua população em 2019 foi estimada em 5.806 habitantes.